# Sibuntuon Partur
Sibuntuon Partur is een bestuurslaag in het regentschap Humbang Hasundutan van de provincie Noord-Sumatra, Indonesië. Sibuntuon Partur telt 1161 inwoners (volkstelling 2010).